# 黑腹华珊瑚蛇
黑腹华珊瑚蛇（学名：Sinomicrurus nigriventer），一种分布于印度北部喜马拉雅山西部地区的陆生毒蛇，隶属于眼镜蛇科华珊瑚蛇属（带纹赤蛇属）。本种原为中华珊瑚蛇（Sinomicrurus macclellandi）的一个亚种，2020年印度学者通过系统分类研究，将其升级为独立种。